# Mega Man X6
Mega Man X6 (ロックマンX6, Rockman X6) es el sexto juego de la serie Mega Man X creado por Capcom. Es el primero que no dirigió el creador de la serie, Keiji Inafune.
La versión para PlayStation se publicó en el 2001 en los Estados Unidos y en Singapur en el 2007. El juego también fue publicado para PC en el 2003, pero solo en Corea del Sur. Forma parte de Mega Man X Collection para Nintendo GameCube y PlayStation 2.

## Historia
La historia comienza tres semanas después de los acontecimientos ocurridos en Mega Man X5. La superficie terrestre se encuentra en ruinas luego de la colisión, los humanos se ven obligados a huir a refugios y los Reploids son los encargados de llevar a cabo tareas de reconstrucción.
Un científico llamado Gate fue a explorar la zona de la colisión de Eurasia y encontró allí una parte de Zero, un chip, que contenía el ADN de este. Al darse cuenta de las grandes posibilidades, lo lleva a su laboratorio para examinarlo. Sin embargo y sin darse cuenta de ello, Gate es infectado con el llamado virus Zero.
Aquí Isoc, el ayudante de Gate, entra en el laboratorio y le da la idea de construir un robot más poderoso que cualquier otro, de esa forma nace High-Max (HI-MAX en la versión japonesa), un robot construido en base del ADN de Zero. Debido al virus, Gate piensa crear una nación para los reploids en el cual no existiesen los humanos. 
En el Mundo Reploid se extienden los rumores de un virus Maverick llamado Zero Nightmare, un Reploid lleno de maldad que está propagando el caos en todo el mundo X, curioso acerca de este Maverick, y enojado por el mal uso del nombre de su difunto amigo, se lanza a la batalla. Para desbloquear a Zero necesitas vencer a Zero Nightmare.
En el transcurso de la historia, Alia le cuenta a X o Zero que ella y Gate eran compañeros de laboratorio hace muchos años. En ese tiempo Gate era más inteligente que Alia, pero ella tenía éxito porque hacia las cosas diligentemente, tal como era ordenada. 
Al vencer a Gate, éste revela que ha traído de vuelta a Sigma; Gate despierta a Sigma quien le dice que lo necesitaba y absorbe lo que queda de Gate, luego se oculta en lo más profundo de su fortaleza para repararse de su deplorable estado. Pero X y Zero lo persiguen hasta que lo encuentran y lo derrotan.
Después de esto ocurren varios finales:
- Si se termina con X saldrá una escena en que X estará con Zero viendo lo que le paso a Gate y en ello Alia y el grupo aparecen para rescatarlos.

- Si se termina con Zero se vera un flashforward (Escena futura) se cree después de Megaman X:Command Mission donde él va al laboratorio donde un sujeto científico le dirá que tiene que descansar por 102 años para poder recuperarse del virus Zero (escena que no da necesariamente relación directa con la saga Mega Man Zero).

- Pero si no se obtuvo a Zero durante el transcurso del juego, se verá una escena en la que saldrá X y Alia viendo morir a Gate. Después se oye la voz de Zero, que está parado en un rincón pero X no le ve, pero si le oye.

## Jugabilidad
El juego es muy similar a Mega Man X5. El jugador puede seleccionar a X con la opción de añadirle armaduras y habilidades mediante cápsulas escondidas del Dr. Light. Zero puede ser desbloqueado después de encontrar y derrotar a Zero Nightmare, este cuenta con un nuevo Z Saber y con nuevas técnicas. Ambos personajes pueden ser equipados con diversas partes obtenidas después de rescatar a un reploid. Pero a diferencia de X5, en X6 las partes equipadas pueden ser 5 como máximo, dependiendo del grado obtenido (A o más para una parte normal, GA para la parte limitada), y funcionan para X en todas sus armaduras por igual y para Zero. Otro detalle es que estas partes se consiguen al rescatar 128 reploids heridos a los largo de los 8 niveles, aunque si se deja morir a uno o al personaje después de que dicho reploid fuese infectado, la parte que contenga este será irrecuperable.
Mavericks a vencer:
- Commander Yanmark: Libélula.
- Ground Scaravich: Escarabajo pelotero.
- Blaze Heatnix: Fénix.
- Blizzard Wolfang: Lobo.
- Rainy Turloid: Tortuga.
- Metal Shark Player: Tiburón martillo.
- Shield Sheldon: Almeja gigante.
- Infinity Mijinion: Pulga de agua del género Dafnia.

## Música
El tema del opening es "Moon Light" y "The Answer" por Showtaro Morikubo, el actor de voz de X. El tema del ending es "I.D.E.A" de RoST. 
La banda sonora de los niveles del juego, están compuestas por Naoto Tanaka.
Este es uno de los pocos juegos donde el opening es igual en versiones occidentales y orientales en su versión original y en Mega Man X Collection, ya que en la versión occidental de Mega Man X Legacy Collection fueron reemplazados su opening y su ending por unos nuevos.

## Recepción
El juego ha sido criticado por  el mal diseño de niveles que tiene y por contener una gran cantidad de errores ortográficos y gramaticales, en la traducción del japonés al inglés.